# あなたのフツーは大丈夫!?激突ハッピーチェック
『あなたのフツーは大丈夫!?激突ハッピーチェック』（あなたのフツーはだいじょうぶ げきとつハッピーチェック）は、1998年10月17日から1999年3月13日までテレビ朝日系列局（フルネット局のみ）で放送されたテレビ朝日制作のバラエティ番組。放送時間は毎週土曜 19:00 - 20:00 (JST) （朝日放送を除く。詳細はネット局の欄を参照。）。

## 概要
久本雅美と渡辺正行が司会を務めた番組で、アンサーマンには赤坂泰彦を（モニター内のみの出演）、レギュラーパネラーには爆笑問題の太田光と田中裕二を起用していた。
この番組は毎回、パネラー陣に日常生活にちなんだテーマの質問をし、パネラー陣が質問項目に対して「YES」か「NO」かでチェックを入れていた。そして、最も危ないところに「YES」のチェックを入れていた人物に対し、モニター出演者の赤坂泰彦がそうならないための対処法を伝えるという方式で進行していた。
未来予報士の如月まどかが占い師として出演し未来鑑定も行っていた。

## 幻の第1回目
番組第1回目の収録時にはそのまんま東がゲストパネラーとして出演していたが、不祥事発生に伴い収録分はお蔵入りとなり、第2回収録分が放送第1回目となった。

## ネット局
| 放送対象地域  | 放送局           | 系列           | ネット形態 |
| ------------- | ---------------- | -------------- | ---------- |
| 関東広域圏    | テレビ朝日       | テレビ朝日系列 | 制作局     |
| 北海道        | 北海道テレビ     | テレビ朝日系列 | 同時ネット |
| 青森県        | 青森朝日放送     | テレビ朝日系列 | 同時ネット |
| 岩手県        | 岩手朝日テレビ   | テレビ朝日系列 | 同時ネット |
| 宮城県        | 東日本放送       | テレビ朝日系列 | 同時ネット |
| 秋田県        | 秋田朝日放送     | テレビ朝日系列 | 同時ネット |
| 山形県        | 山形テレビ       | テレビ朝日系列 | 同時ネット |
| 福島県        | 福島放送         | テレビ朝日系列 | 同時ネット |
| 新潟県        | 新潟テレビ21     | テレビ朝日系列 | 同時ネット |
| 長野県        | 長野朝日放送     | テレビ朝日系列 | 同時ネット |
| 静岡県        | 静岡朝日テレビ   | テレビ朝日系列 | 同時ネット |
| 石川県        | 北陸朝日放送     | テレビ朝日系列 | 同時ネット |
| 中京広域圏    | 名古屋テレビ     | テレビ朝日系列 | 同時ネット |
| 近畿広域圏    | 朝日放送         | テレビ朝日系列 | 先行放送   |
| 広島県        | 広島ホームテレビ | テレビ朝日系列 | 同時ネット |
| 山口県        | 山口朝日放送     | テレビ朝日系列 | 同時ネット |
| 香川県 岡山県 | 瀬戸内海放送     | テレビ朝日系列 | 同時ネット |
| 愛媛県        | 愛媛朝日テレビ   | テレビ朝日系列 | 同時ネット |
| 福岡県        | 九州朝日放送     | テレビ朝日系列 | 同時ネット |
| 長崎県        | 長崎文化放送     | テレビ朝日系列 | 同時ネット |
| 熊本県        | 熊本朝日放送     | テレビ朝日系列 | 同時ネット |
| 大分県        | 大分朝日放送     | テレビ朝日系列 | 同時ネット |
| 鹿児島県      | 鹿児島放送       | テレビ朝日系列 | 同時ネット |
| 沖縄県        | 琉球朝日放送     | テレビ朝日系列 | 同時ネット |

## スタッフ
- チーフディレクター：中村雪浩
- プロデューサー：滝川均
- チーフプロデューサー：山本隆司
- ナレーション：キートン山田
- 企画・制作協力：オフィス・トゥー・ワン
- 製作著作：テレビ朝日